# Lilium ledebourii

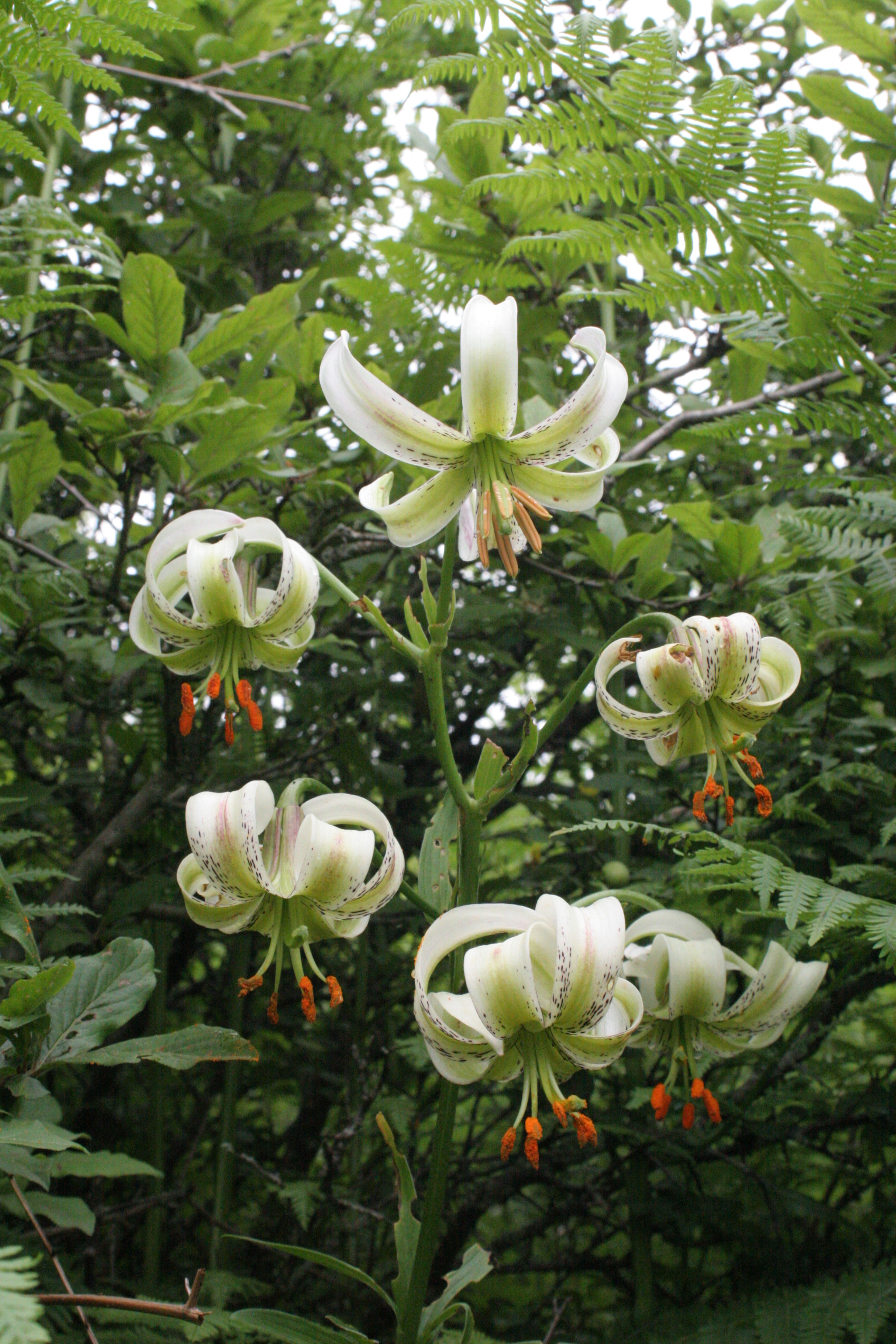
Lilium ledebourii.

Lilium ledebourii  é uma espécie de planta com flor, pertencente à família Liliaceae. É nativa da Rússia (Monte Elbrus na Cordilheira do Cáucaso) e do Irã (província de Gilan), florescendo a uma altitude de 1 000-2 000 metros.